# Phytal
Mit Phytal bezeichnet man den Lebensraum des Meeres, der von Makrophyten, in diesem Fall von Großalgen, gebildet wird. Der Begriff wird auch für belichtete Zonen am Meeresgrund, als Gegensatz zu dem dunklen Aphytal, verwendet. Adolf Remane (1933, 1940) charakterisierte mit dem Begriff ein Habitat mit reichlicher und vielfältiger Fauna. Lüning (1985) schlug vor, mit Phytal die euphotische, von Pflanzen besiedelbare Zone des Benthals zu bezeichnen.
Das Phytal ist ein fruchtbarer Lebensraum mit einer hohen Primärproduktion und großer Artenvielfalt. Ein typisches Beispiel sind Seegraswiesen und Tangwälder. Der von Wasserpflanzen im Süßwasser gebildete Lebensraum wird ebenfalls mit Phytal bezeichnet.